# Partia Konserwatywna (Polska)

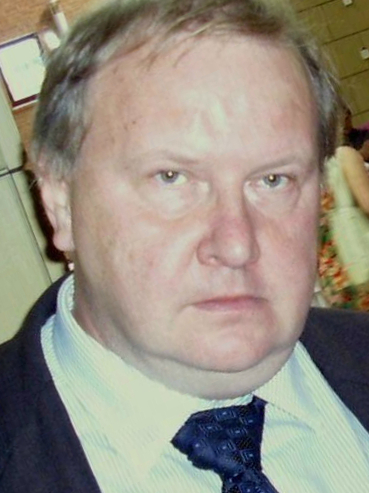
Lider partii Aleksander Hall

Partia Konserwatywna (PK) – polska konserwatywno-liberalna partia polityczna, działająca w latach 1992–1997, kierowana w tym okresie przez Aleksandra Halla.

## Historia
Partia powstała 6 grudnia 1992 (formalnie zarejestrowana 19 lutego 1993). Została założona przez część członków Frakcji Prawicy Demokratycznej, działającej wewnątrz Unii Demokratycznej. W jej skład weszli również działacze Koalicji Republikańskiej oraz Górnośląsko-Zagłębiowskiej Grupy Konserwatywno-Liberalnej (wywodzącej się z Kongresu Liberalno-Demokratycznego). W parlamencie jej przedstawiciele (8 posłów, w tym 6 z UD i 2 z KLD) przystąpili do klubu parlamentarnego Konwencja Polska.
W wyborach w 1993 Partia Konserwatywna wystartowała w ramach Katolickiego Komitetu Wyborczego „Ojczyzna”, który uzyskał 878 445 głosów (6,37%), nie przekraczając wynoszącego 8% progu wyborczego.
Jesienią 1993 ugrupowanie weszło w skład koalicji Porozumienie 11 Listopada. W lutym 1994 partię opuściła grupa działaczy (m.in. Kazimierz Michał Ujazdowski i Paweł Zalewski), tworząc Koalicję Konserwatywną. Rok później w wyborach prezydenckich PK poparła Hannę Gronkiewicz-Waltz. W 1996 podpisała porozumienie o współpracy z Unią Wolności, jednak wkrótce przystąpiła do Akcji Wyborczej Solidarność.
W styczniu 1997 PK weszła w skład Stronnictwa Konserwatywno-Ludowego, ulegając tym samym rozwiązaniu.